# Боксберг (Гарц)
Боксберг (нім. Bocksberg) — гора у Нижній Саксонії, Німеччина. Розташована на південний схід від міста Гослар. Висота — 726 м. 
Тут починається бобслейна траса довжиною 1350 м, закладена у 1928 та закрита з технічних і фінансових причин у 1970. Хоча ця гора знаходилася у британській окупаційній зоні після Другої світової війни, армія США використовувала релейну станцію, що знаходилась на горі, для передачі радіотрафіку між Франкфуртом та Берліном. Її червоні і білі передавальні щогли використовуються сьогодні для мобільного телефонного зв'язку. Ці споруди вищі навколишніх дерев та їх видно здалеку. 
На вершині є ресторан та дерев'яна вежа, побудована у 1976 році. 

## Канатна дорога
Довжина дороги становить 1 100 м. Побудована у 1970, обладнана невеликими кабінами. 
Після падіння порожньої гондоли у липні 2006 дорога була виведена з експлуатації протягом декількох місяців, оскільки розглядався саботаж як одна з можливих причин. Наприкінці 2006 року знову відкрита. 
Взимку використовується лижниками. Влітку гірські велосипеди можуть перевозитися на вершину в спеціальних кошиках. З вершини ведуть кілька трас і гірських маршрутів назад у село.